# Ludvík Václavek
Ludvík Václavek (28. dubna 1931 Olomouc – 4. října 2021) byl český germanista, zabýval se především německy psanou literaturou českých zemí.

## Životopis
Ludvík Václavek vystudoval německou a českou filologii na Filozofické fakultě Univerzity Palackého v Olomouci (1955), kde nastoupil jako asistent a později působil jako odborný asistent v oboru dějiny německé literatury (1955–1965). Mezi léty 1969–1972 přednášel na Filozofické fakultě Masarykovy univerzity v Brně. Po Sametové revoluci se vrátil na Univerzitu Palackého, kde byl mezi léty 1989–1994 děkanem a od roku 1994 do 1998 vedoucím Katedry germanistiky a nederlandistiky. V roce 1990 byl jmenován profesorem.

## Ocenění
- Cena města Olomouce (1998)[4]
- Herderova cena (2003)[5]

## Dílo
- Německá literatura 1918-1957. 1. vyd. Praha: SPN, 1959. 183 s.
- Německý antifašista a český literát Vincy Schwarz. Šumperk: Vlastivědný ústav v Šumperku, 1966. 40 s., [6] s. obr. příl. Knihovnička Severní Moravy; sv. 3.
- Literatura v německém jazyce od počátků 20. století. 1. vyd. Praha, 1970.
- Literatura v německém jazyce od naturalismu po expresionismus. 1. vyd. Olomouc: Univ. Palackého, 1991. 113 s. ISBN 80-7067-026-6.
- Stati o německé literatuře vzniklé v českých zemích. 1. vyd. Olomouc: Univ. Palackého, 1991. 225 s. ISBN 80-7067-264-1.
- Literatura v německém jazyce 1914-1945. 1. vyd. Olomouc: Univ. Palackého, 1992. 213 s. ISBN 80-7067-099-1.
- Beiträge zur Deutschsprachigen Literatur in Tschechien. 1. vyd. Olomouc: Univerzita Palackého, 2000. 417 s. Beiträge zur mährischen deutschsprachigen Literatur; Bd. 3. ISBN 80-244-0185-1. (společně s Lucy Topoľskou)
- SCHOLZ, Roman Karl. Výbor z díla. Příprava vydání Ludvík Václavek; překlad Lucy Topoľská, Radek Malý. 1. vyd. Olomouc: Univerzita Palackého, 2014. 189 s. (POETICA MORAVIAE; sv. 6). ISBN 978-80-244-4067-5. (česky, současně vyšlo i německé vydání)

V letech 1968–1989 publikoval rovněž pod pseudonymy Lubomír Vizina a Emil Hopian.